# Gilvossius setimanus
Gilvossius setimanus är en kräftdjursart som först beskrevs av James Ellsworth De Kay 1844.  Gilvossius setimanus ingår i släktet Gilvossius och familjen Callianassidae. Inga underarter finns listade i Catalogue of Life.